# 梓桥站
梓橋站（日语：／ Azusabashi eki */?），是一個位於長野縣安曇野市豐科高家，屬於東日本旅客鐵道（JR東日本）大糸線的鐵路車站。

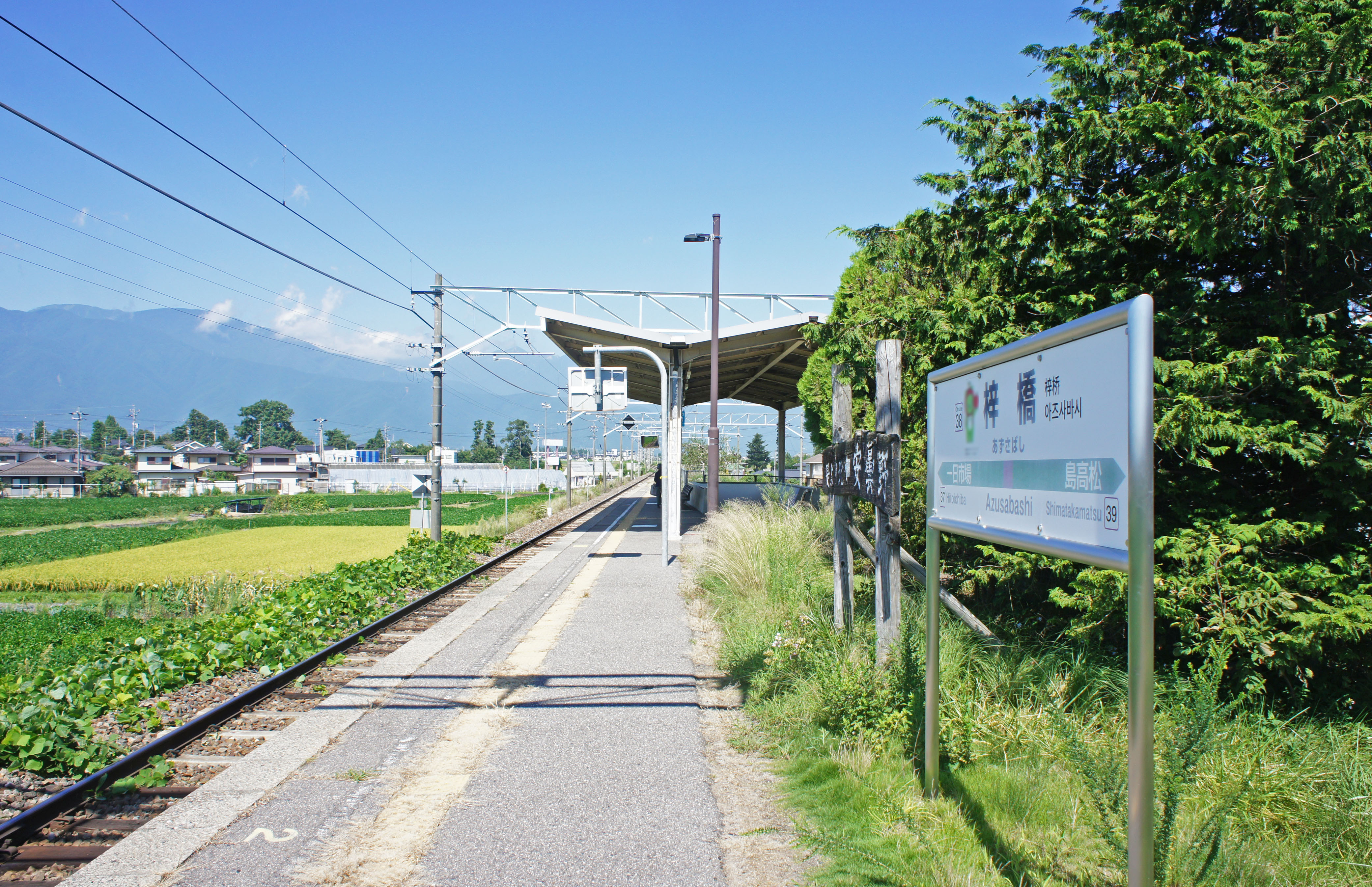
月台（2021年8月）

## 車站結構
側式月台1面1線的地面車站。曾經為島式月台1面2線，現時北側月台作為事業用車輛的留置線。

## 相鄰車站
東日本旅客鐵道
■大糸線
快速（只限上行1班運行）、普通 
島高松－梓橋－一日市場